# Wojciech Dziembowski

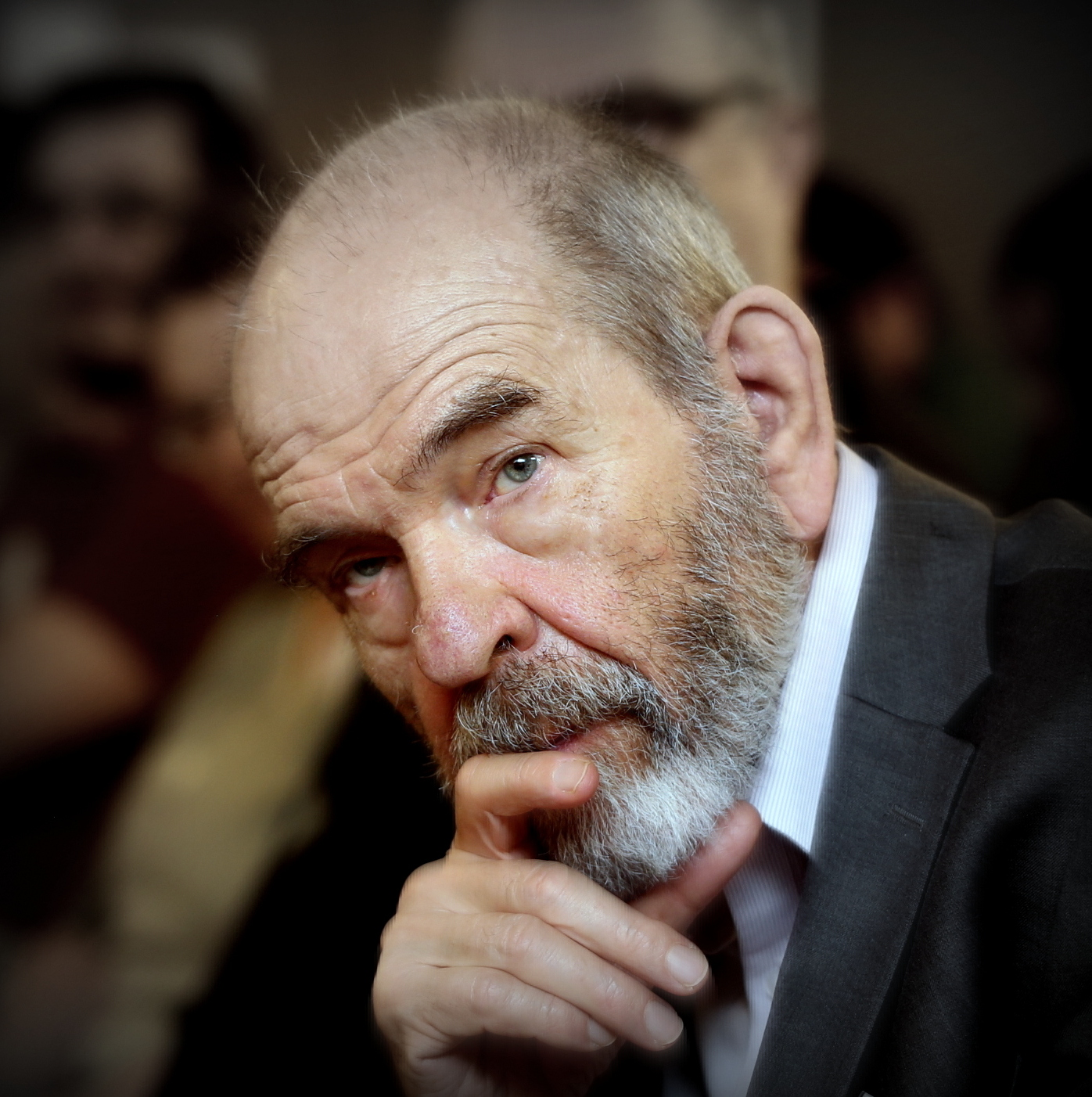
Dziembowski im Oktober 2015

Wojciech Andrzej Dziembowski (* 14. Januar 1940 in Warschau; † 10. Februar 2025) war ein polnischer Astronom und Autor. Bis zu seinem Tod war er Mitglied der Polnischen Akademie der Wissenschaften.

## Leben und Karriere
Dziembowski studierte bis 1962 an der Jagiellonen-Universität und veröffentlichte 1967 seine Dissertation an der Universität Warschau. Im Jahr 1983 wurde er zum Professor ernannt und erhielt einen Doktortitel in Astronomie. Ab 1989 war er korrespondierendes Mitglied der Polnischen Akademie der Wissenschaften (PAN) und ab 2007 Vollmitglied.
Zwischen 1967 und 1969 war er Stipendiat an der Columbia University in New York City. Von 1987 bis 1992 war er an der Polnischen Akademie der Wissenschaften als Direktor tätig. 1997 wurde er außerdem Professor am Astronomischen Observatorium der Universität Warschau, bei welchem er von 2003 bis 2010 Direktor im Wissenschaftlichen Rat war.
Er beteiligte sich an insgesamt 142 wissenschaftlichen Publikationen von 1975 bis 2007.
Dziembowski starb am 10. Februar 2025 im Alter von 85 Jahren.

## Auszeichnungen
- 1978: Auszeichnung des 3. Fachbereichs für Mathematik, Physik und Chemie der Polnischen Akademie der Wissenschaften
- 2000: Medaille de l’Adion des Observatoire de Nice
- 2005: Goldene Medaille der Universität Breslau